# Aeroportul Municipal Three Rivers Dr Haines
Aeroportul Municipal Three Rivers Dr Haines (IATA: HAI, ICAO: KHAI, FAA LID: HAI) este un aeroport din Michigan, Statele Unite ale Americii.
Situat la o altitudine de 250,78944 m, aeroportul dispune de 2 piste.

## Infrastructură

### Piste
Aeroportul dispune de 2 piste. Pista 05/23 are suprafața de asfalt și dimensiunile 2.714 picioare × 60 picioare. Pista 09/27 are suprafața de asfalt și dimensiunile 3.999 picioare × 75 picioare. 